# Тряпичная кукла (DC Comics)
Тряпичная кукла (англ. Rag Doll) — прозвище нескольких суперзлодеев из вселенной комиксов DC Comics, один из противников Флэша, Бэтмена и Стармена. Впервые появился в период Золотого века комиксов, в выпуске Flash Comics #36 (декабрь 1942), где в своей преступной деятельности противостоял Флэшу Золотого века. В серии комиксов о Стармене писатель Джеймс Робинсон возродил персонажа и дал ему более темные облик и происхождение.
Сын оригинальной Тряпичной куклы, Питер Меркель-младший, стал последним, кто использовал этот псевдоним, и являлся членом Секретной Шестерки.

## Биография

### Золотой век
Питер Меркель (англ. Peter Merkel), уроженец Среднего Запада США, родился с редкой аномалией: "гипермобильность суставов". Эта аномалия заключалась в том, что все связки и сухожилия Меркеля могли растягиваться до максимально возможных пределов. Сын дешевого комедианта, Меркель нашел работу на небольшом карнавале, где стал акробатом и экстремальным танцором, используя своё физиологическое отклонение для выполнения уникальных движений. В начале 1940-х карнавал переживал тяжелые времена и Меркель остался без работы. Когда он заметил коробки с игрушками, которые разгружали возле универмага для последующей продажи, Меркелю пришла в голову идея спрятаться внутри одной из тряпичных кукол и после закрытия ограбить универмаг. Оставшись незамеченным среди игрушек, Меркель добавил ещё один штрих к своей идее: он придумал совершить ограбления, оставаясь внутри тряпичной куклы.
Спустя время поползли слухи о тряпичной кукле, постепенно превращаясь в легенду. Мелкие преступники стали обращаться к Меркелю за помощью в своих преступлениях, используя его успех в криминальных делах. В 1943 году Тряпичная кукла переехал в Кистоун-сити, где продолжил преступную карьеру. Он сделал так, чтобы его головорезы отправили его в качестве подарка молодой наследнице Джеральде Камминс. Эта девушка как раз устраивала благотворительный вечер, что Тряпичная кукла решил использовать в своих интересах. Чтобы все прошло гладко, Камминс наняла Джоан Уильямс, которая недавно открыла свой бизнес по организации фестивалей и праздничных вечеров. В процессе обсуждения было решено, что каждый из гостей должен пожертвовать 10 000 долларов в оборонную промышленность, облигации которой стали призом в охоте за сокровищами. Тот, кто находит их первым, получает приз. Единственным, чего Джоан не знала, было то, что "подарок" Джеральды все это время слушал и планировал различные варианты исхода событий.
Следующим вечером гости собрались, чтобы услышать текст первой подсказки. Когда гости отправились на поиски, Тряпичная кукла послал своих головорезов за ними в музей, а сам остался допросить Джоан Уильямс. Однако его планы были нарушены прибытием парня Джоан, Флэша. Пока Тряпичная кукла был в бегах, Джоан и Флэш отправились в музей, где должны были дать еще одну подсказку. Там Тряпичная кукла усыпил Джоан при помощи хлороформа и украл последнюю подсказку.
Флэш нашел Джоан, страдающую временной амнезией из-за действия хлороформа, в результате чего она не могла вспомнить место, где находятся облигации. Тогда Флэш взял первую подсказку, которую должны были дать в музее, и начал решать придуманную головоломку, на сверхскорости перемещаясь от одного пункта к другому. В месте расположения четвертой подсказки, в местном океанариуме, он снова сталкивается с Тряпичной куклой. У злодея оказалось преимущество в ловкости, в результате он ударил супергероя по голове и сбросил его в аквариум с гигантским осьминогом. После этого он отправился в поместье Камминс, в котором была пятая подсказка, при помощи которой сокровища будут найдены. Между тем, избавившись от осьминога, Флэш неотступно следовал за злодеем. Быстро, в буквальном смысле завязав его в узел, Флэш победил Тряпичную куклу, после чего доставил нового костюмированного злодея в Городскую тюрьму Кистоун-сити.

### Серебряный век
Флэш, как сообщается, впоследствии имел стычки с Тряпичной куклой, однако ни одна из этих стычек не была описана в сюжетной линии. В середине 1970-х Тряпичная кукла стал пешкой в серии странных ограблений. Встретив злодея Думателя, Тряпичная кукла попал под влияние "Кепки Думателя" и стал совершать преступления, каждое из которых было связано с куклами. Когда Флэш Джей Гаррик попытался предотвратить их, с ним произошла цепь "несчастных случаев", которая подорвала у супергероя веру в свои силы. План Думателя и состоял в том, чтобы снизить самооценку Флэша до такой степени, что это отразилось бы на качестве его деятельности супергероя. Этот план провалился, когда на помощь Гаррику прибыл Флэш Серебряного века, Барри Аллен, и захватил бывшего артиста карнавала. Также Барри заметил своеобразную ауру вокруг голов Джея и Тряпичной куклы, что позволило ему считать, что разумы обоих находятся под внешним воздействием. Когда Меркеля допросили, Тряпичная кукла поклялся, что ничего не помнит о том, как совершал преступления, убедив Аллена, что в деле есть кто-то еще, кто стоит за всем. Быстро вытащив Меркеля из костюма, которым была игрушечная тряпичная кукла, он убедил Гаррика и полицию Кистоун-сити, что произошло странное превращение и Меркель так или иначе мертв. После этого Барри скрылся в комнате для улик, в то время как Думатель лично появился в участке, чтобы убедиться в смерти своего подчиненного. Пойманного с поличным, думателя арестовали два Флэша, после чего Думателя и Меркеля отправили обратно в городскую тюрьму.
В начале 1980-х с Тряпичной куклой связался Ультра-Гуманайт, давний противник Общества Справедливости. Объединившись с другими старыми злодеями, а также с активными новичками, Тряпичная кукла стал членом-основателем второго воплощения Тайного общества Суперзлодеев. Ультра-Гуманайт изобрел машину, которая, если собрать десять героев-членов Общества Справедливости и Лиги Справедливости (по пять от каждой команды) и погрузить их в стазис, заставит всех героев на Земле исчезнуть. Каждому злодею поручили избавиться от его самого заклятого врага и Тряпичная кукла выбрал Флэша. Под ложным предлогом он заманил героя в засаду на грузовом судне, стоящем в бухте Кистоун-сити. Когда ловушка захлопнулась, Флэш понял, что все вокруг одна парализующая бомба, взрыв которой отключает Флэша и позволяет Меркелю захватить себя.
Поскольку другие злодеи тоже справились со своей задачей, план удался и все герои были отправлены в Лимбо. Однако Ультра-Гуманайт обманул злодеев Земли-1, сказав им, что у них равные возможности со злодеями Земли-2 (что было неправдой), в результате они тоже попали в Лимбо. Пока Тряпичная кукла и остальные злодеи накрыли Землю волной преступности, злодеи Земли-1 освободили героев из Лимбо. В скором времени Тайное общество Суперзлодеев, в том числе и Тряпичная кукла, было захвачено и отправлено в Лимбо вместо героев.
Лимбо оказалось не слишком надежной тюрьмой для Тряпичной куклы и остальных. Ультра-Гуманайт нашел способ связаться с 1940-ми, когда сам он занимал тело Долорес Винтерс. Передав знания о высоких технологиях самому себе из 1942 года, он смог открыть портал из Лимбо в 1940-е. Тряпичная кукла и другие злодеи сбегают, после чего вступают в битву с Все-Звездным Эскадроном (англ. All-Star Squadron). Промаршировав по местам своей юности, пожилые злодеи не смогли победить ни одного героя, после чего были отброшены обратно в Лимбо.

### Современный век
В конце 1980-х Тряпичной кукле было уже за шестьдесят и он бросил преступную деятельность. Из-за того, что его сухожилия постепенно разрушались, он испытывал постоянную боль, из-за чего не мог вести жизнь даже самого мелкого преступника. В результате он из злодея превратился в оратора. Навыками красноречия он вскружил голову бездомным и обездоленным, сформировав вокруг себя круг последователей, беспрекословно ему подчиняющихся и готовых исполнить любой его приказ. А единственное, чего хотел злодей после лет унижения и отчаяния, это мести.
Собрав собственный культ, Тряпичная кукла послал своих людей на улицы Опал-сити, чтобы "они утопили их в крови и сожгли в огне". Тед Найт, он же герой Стармен, не смог справиться с ними один, поэтому ему на помощь отправились члены Общества Справедливости - Зеленый Фонарь, Флэш, Человек-час и Доктор Мид-Найт. В результате противостояния Тряпичная кукла был захвачен, но даже под арестом он насмехался над героями, утверждая, что может командовать своими последователями даже из тюрьмы, что семьи Алана, Джея и Теда не будут в безопасности. Пока ОСА слушало его слова, Тряпичная кукла пытался ослабить путы, которыми был связан. Поскольку все члены ОСА ничего не предпринимали, Тряпичная кукла освободился и попытался бежать через дверь. Дальнейшее никогда официально не описывалось, но счиатется, что Тряпичную куклу поразила волна космической энергии, из-за которой он погиб мучительной смертью. Считается, что это сделал Тед, чтобы уберечь своих жену и детей, хотя Флэш и Зеленый Фонарь оспаривали этот факт. Следующим днем тело Тряпичной куклы исчезло из морга.
Как Тряпичная кукла выжил, неизвестно. Как бы то ни было он был восстановлен его же последователями. Спустя несколько лет Тряпичная кукла вступил в союз с демоном Нероном. В обмен на душу Нерон вернул Меркелю его молодость. После этого он приказал Тряпичной кукле скрываться до тех пор, пока не объявится человек по имени Саймон Калп, что произошло спустя несколько лет. Калп объяснил, когда его застали в форме, похожей на Мрака, что он разработал план действий против Опал-сити и Мрака, и Тряпичная кукла согласился помочь.
Тряпичная кукла помог банде Калпа захватить Микаэла Томаса, иностранца, который прибыл в город в поисках Теда Найта (Starman #64). Тряпичная кукла видел как Калп наложил проклятье на Черного Пирата, в результате чего Опал-сити накрыл теневой купол (Starman #63). Также Меркель помог Калпу захватить контроль над всем городом. Злодеи выставили заложников напоказ, в том числе Джека Найта, заставляя его учителя, Мрака, вступить в конфронтацию. Не видя звезд из-за купола, Джек Найт пока не может сражаться при помощи звездного посоха, так как лишен всех сил. В тот время когда Тряпичная кукла и его банда избивают Джека, Мрак падает на землю, потеряв свои силы, как только Калп показывается из его формы тени.
Калп также планировал расправиться и с Тедом Найтом, Адамом Стрэнджем и Черным Кондором, напав на них. Адам Стрэндж и Черный Кондор отвлекли нападающих на себя, что позволило Найту сражаться дальше. Они вдвоем освободили всех заложников и сбежали. У Калпа и остальных осталось тело Шейда, но и его пришлось бросить, чтобы начать заключительный ритуал (Starman #67). Пока Калп готовился к проведению этого ритуала, Туман, Тряпичная кукла, Соломон Гранди и Дробилка искали героев.
Тед, которому противостоял доктор Фосфор, больше не беспокоился о своем здоровье поэтому столкнулся со злодеем в бою один на один. Доктор Фосфор проиграл, но как только Тед попытался нанести смертельный удар, его схватил Тряпичная кукла и его люди.
Доктор Фосфор быстро восстановился и оба злодея напали на Теда Найта. Они показали ему, что несколько лет назад их обоих посетил некто Нерон, который предложил им что-то/ если они поддержат Калпа и помогут ему в его планах. Когда они попытались убить его, Тед использовал космический жезл, чтобы уничтожить тротуар под ногами доктора Фосфора, в результате чего злодея в буквальном смысле поглотила земля. Это исчерпало всю оставшуюся энергию жезла. Поняв это, тед повернулся к Тряпичной кукле, убеждая его убить его, избавив от мучительной смерти в результате облучения радиацией доктора Фосфора. Тряпичная кукла отказался и покинул поле боя.
Позже Тряпичная кукла был принят в новый состав Общества Несправедливости. Он помог избавить Сосульку от заключения в тюрьме, буквально способствуя ситуации по обмену заложниками с ЛСА. В следующем сражении Тряпичная кукла и остальные члены Общества Несправедливости использовали диски неизвестного происхождения, чтобы перенести старших членов ЛСА далеко от места боя. Завершив свою миссию, Общество Несправедливости скрылось в неизвестном направлении.
Впоследствии Меркель вступил в воссозданное Тайное общество Суперзлодеев. После этого он сражался с собственным сыном (на тот момент уже принявший имя и личность Тряпичной куклы) в стычке с Секретной Шестеркой.
Вскоре, во время миссии с возрожденным Обществом Несправедливости, Меркель умер (JSA Classified #5-7) Во время миссии команда пыталась зарядить артефакт под названием Космический Ключ (который возвратит Джонни Сорроу), но Общество предало их.
В пылу сражения казалось, что Тряпичная кукла и Джентльмен-дух являются предателями, скрывшись с Ключом, но Тигрица засвидетельствовала возвращение Джонни Сорроу, который убивает Тряпичную куклу. Джентльмен-дух избегает этой участи, отдав свою самую важную маску Джонни Сорроу, после чего общество Справедливости возвращается на базу, проклиная потерю Ключа. Позже Джентльмен-дух, Колдун и Сосулька показаны стоящими перед Тряпичной куклой и готовящими его к казни.

### Колби Заг
Джек Найт, он же Стармен, также противостоял безумному и неуравновешенному Колби Заг, который называл себя Тряпичной куклой. Персонаж был создан Джеймсом Робинсоном и появился в выпуске Starman 80-Page Giant #1.
В то время, как первый тряпичная кукла считался мертвым, Зэг познакомился через Интернет с музыкантом Мистером Тиреллом. Тирелл заплатил всем бывшим участникам своей группы за молчание о его причастности к смертям от передозировки наркотиков. В конце концов, его бывшие коллеги стали требовать больше денег, в результате чего Тирелл решил убить их всех. Он помог Зэгу приблизиться к индивидуальности и манере поведения оригинального Тряпичной куклы, а взамен потребовал убить вымогателей. Зэг успел убить четырех из пяти человек прежде чем его остановил Джек Найт.

### Питер Меркель-младший
Питер Меркель-младший - сын оригинального Тряпичной куклы и продолжатель его дела. Примечательно то, что Питер Меркель с рождения обладал сверхчеловеческой гибкостью. Когда родился его сын, Меркель был расстроен отсутствием наследственной гибкости, из-за чего тот решился на операции и импланты, давшие ему способности отца. Также Меркель-младший известен тем, что состоял в объединении злодеев Секретная шестерка. Сын Тряпичной Куклы также причисляет себя к небинарным людям. 

### Другие дети
Питер Меркель сказал Сосульке, что, помимо его сына, у него было еще много детей. Это утверждение совпадает с рассказом Питера Меркеля-младшего о том, что у него имеется брат, унаследовавший гибкость суставов, а также соотносится с недавними появлениями его дочери Алекс, также известной как Джуниор. Также у Тряпичной куклы имелся круг последователей, которые, очевидно, все покончили с собой, взорвав свой дом.

### The New 52
После перезапуска Вселенной DC Тряпичная кукла, под маской которой скрывается Питер Меркель, снова появился, участвуя в войне за Аркхэм в выпуске Batman:The Dark Knight Vol.2 #1

## Силы и способности
Благодаря сверхгибким суставам, Тряпичная кукла очень гибкий. Таким образом, он может изгибать свои конечности в любых направлениях, и даже сделать полный оборот головы без какого-либо вреда для своего тела.
В большинстве своих преступлений Тряпичная кукла использует превосходные навыки акробата, а также, в поздних выпусках, навыки красноречия для того, чтобы внушать жертвам. Он умелый стрелок и, как правило, полагается на эффект неожиданности. Также он хорошо обученный вор и набор его хитроумных трюков пополняет способность прятаться в самых неожиданных местах, где обычный человек спрятаться не может.

## Вне комиксов
Вне комиксов Тряпичная кукла стал одним из злодеев, показанных в анимационном сериале 2004 года «Бэтмен». Здесь он имеет способность деформировать своё тело всеми возможными способами (и даже невозможными, например, поместив себя в шляпу-цилиндр Пингвина) и является гораздо более грозным противником для Бэтмена, чем его более крупный сообщник для Женщины-кошки. Его боевой стиль представляет собой плавное покачивание руками и ногами, бьющее по противнику, а также изгибы во всех направлениях и нападения из укрытий. Иногда фанаты Бэтмена ошибочно принимают его за другого суперзлодея, Пугало. Интересно то, что он не появился ни в одном эпизоде с участием Флэша, хотя в комиксах является одним из основных его врагов. Неизвестно, который из злодеев, носящих псевдоним «Тряпичная кукла», появляется в мультсериале, но, возможно, это оригинальный Тряпичная кукла, Питер Меркель, хотя у него имеются черты Питера Меркеля-младшего. Например, когда Пингвин собирает свою команду, Тряпичная кукла предлагает называть себя «Объединением злодеев» (англ. Villains United), что является отсылкой к серии комиксов, в которой дебютировал Питер Меркель-младший.
Также стало известно, что звезда шоу "В Америке есть таланты" Трой Джеймс сыграет злодея в 5 сезоне Флэша - Тряпичную Куклу. Был показан в 5 серии 5 сезона сериала "Флэш".
Сын Тряпичной Куклы также появился в качестве камео в эпизоде 4 сезона мультсериала про Харли Квинн. 